# Marie-Luise Conen
Marie-Luise Conen (* 1949) ist eine deutsche Psychologin, Psychotherapeutin und Lehrtherapeutin. 

## Leben
Nach ihrer universitären Ausbildung hat sie sich bei verschiedenen Persönlichkeiten der systemischen Therapie weitergebildet, so bei Tom Andersen, Ivan Boszormenyi-Nagy, Luigi Boscolo, Gianfranco Cecchin, Salvador Minuchin, Peggy Penn, Virginia Satir, Gunter Schmidt, Steve de Shazer, Helm Stierlin, Paul Watzlawick und Carl Whitaker.

## Leistungen
Marie-Luise Conen arbeitet in freier Praxis als Paar- und Familientherapeutin, als Supervisorin und Fortbildnerin in Berlin. Conen wirkt als Gesamtleiterin ihres Berliner Context-Instituts für Systemische Therapie und Beratung. In den Jahren 1993 bis 2000 fungierte sie als Vorsitzende der Deutschen Arbeitsgemeinschaft für Familientherapie. Sie war 14 Jahre in Verbandsfunktionen tätig und hat sich dort für die Anerkennung der systemischen Therapie als psychologische Psychotherapie eingesetzt.

## Mitgliedschaften
- Deutsche Gesellschaft für Systemische Therapie, Beratung und Familientherapie
- Systemische Gesellschaft
- Berufsverband Deutscher Psychologinnen und Psychologen
- Deutsche Gesellschaft für Supervision
- European Family Therapy Association
- IFTA
- American Family Therapy Association

## Schriften (Auswahl)
- Ungehorsam – eine Überlebensstrategie. Professionelle Helfer zwischen Realität und Qualität. Carl Auer, Heidelberg 2011, ISBN 978-3-89670-783-3
- (mit Hilde Weirich) Jüdische Familien von der Mittelmosel. Lebensverläufe von 1714 bis zur Gegenwart. Reihe: Emil-Frank-Institut Wittlich, Schriften des Emil-Frank-Instituts. Band 11. Paulinus Verlag, Trier 2010, ISBN 978-3-7902-1377-5
- (mit Gianfranco Cecchin) Wenn Eltern aufgeben. Therapie und Beratung bei konflikthaften Trennungen von Eltern und Kindern. . Carl Auer, Heidelberg 2008, ISBN 3-89670-629-2
- (mit Gianfranco Cecchin) Wie kann ich Ihnen helfen, mich wieder loszuwerden? Therapie und Beratung in Zwangskontexten. . Carl Auer, Heidelberg 2007, ISBN 3-89670-512-1
- (Hrsg.): Wo keine Hoffnung ist, muss man sie erfinden. Aufsuchende Familientherapie. Carl Auer, Heidelberg 2006 (3. Auflage), ISBN 3-89670-563-6 (Conen hat damit im Bereich der aufsuchenden Familientherapie ein Standardwerk publiziert)
- Elternarbeit in der Heimerziehung. Empirische Studie zur Praxis der Eltern- und Familienarbeit. IGfH, Frankfurt/Main 1996 (3. Auflage mit aktuellem Vorwort), ISBN 3-925146-25-3
- (als Hrsg.): Familienorientierung als Grundhaltung in der stationären Erziehungshilfe. Borgmann, Dortmund, 1992, ISBN 3-86145-042-9
- Mädchen flüchten aus der Familie. Minerva, München 1983, ISBN 3-597-10454-1
- Zurück in die Hoffnung. Systemische Arbeit mit „Multiproblemfamilien“. Carl Auer, Heidelberg 2015.